# Strobelia parallela
Strobelia parallela är en tvåvingeart som beskrevs av Friedrich Georg Hendel 1914. Strobelia parallela ingår i släktet Strobelia och familjen borrflugor. Inga underarter finns listade i Catalogue of Life.